# Integrated Ocean Drilling Program

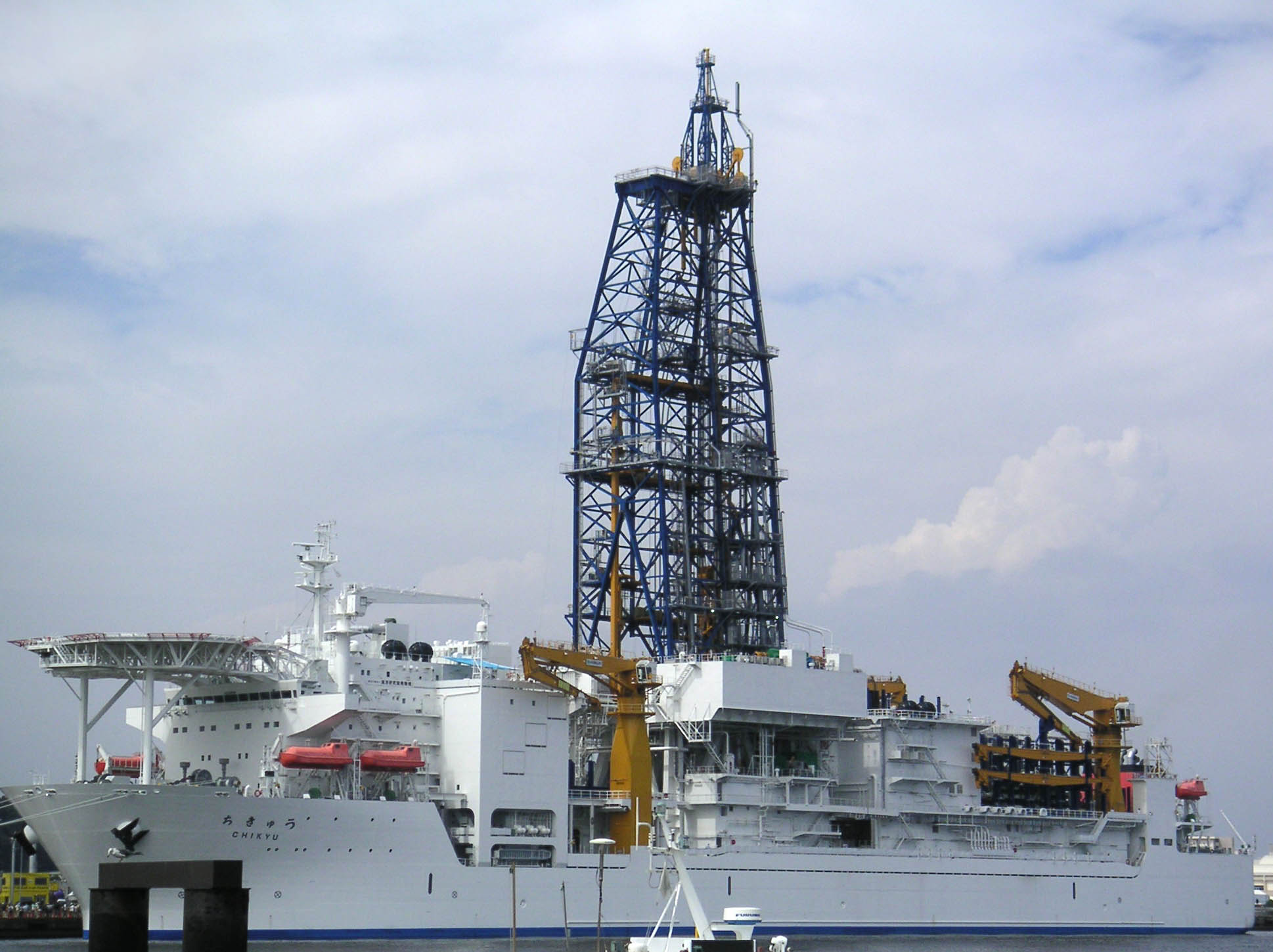
Diepzeeboorschip Chikyu

Het Integrated Ocean Drilling Program (IODP) is een internationaal onderzoeksprogramma met als doel de structuur van de Aarde te onderzoeken door boringen in sediment en gesteente in de zeebodem. Het sluit aan op het Ocean Drilling Program (ODP), dat van 1985 tot en met 2003 liep.

## Doel
Voor dit programma heeft het Japan Agency for Marine-Earth Science and Technology (JAMSTEC) door Mitsui Engineering & Shipbuilding Co. in Japan een compleet nieuw boorschip laten bouwen, de Chikyu ("Aarde"). Het werd op 29 juli 2005 opgeleverd en is sinds november 2007 operationeel. Het is uitgerust met Dynamic Positioning om op positie te kunnen blijven in zeer diep water. Er wordt onderzoek mee verricht naar tektonische platen die elkaar raken en aardbevingen veroorzaken.
Door het Amerikaanse Joint Oceanographic Institutions (JOI), voorheen JOIDES, werd het schip JOIDES Resolution, eerder gebruikt voor het ODP, volledig omgebouwd voor de nieuwe missie. Het werd in 2008 opgeleverd. De nadruk ging liggen op sediment-boringen voor klimaat en ondergrondse biosfeer gerelateerde studies.
De derde partner in IOPD is het European Consortium for Ocean Research Drilling, ECORD. Dit consortium chartert schepen voor missies die buiten bereik van de andere twee schepen liggen, zoals boren in arctische gebieden en ondiep water als de Noordzee.
In eerste instantie zal het project 10 jaar duren.
Op 6 april 2005 kondigde IODP aan dat het voor het eerst tot in het onderste deel van de aardkorst had geboord met de JOIDES Resolution, voor de ombouw.
Er is een samenwerkingsverband met het International Continental Scientific Drilling Program (IDCP).
Nederland doet mee aan ECORD via de Nederlandse Organisatie voor Wetenschappelijk Onderzoek (NWO), België via het Fonds voor Wetenschappelijk Onderzoek (FWO).